# Kremikovtsi
Kremikovtsi (Bulgaars: Кремиковци) is een van de 24 districten van Sofia. Het district is gelegen in het noordoostelijke deel van Sofia en beslaat 213 vierkante kilometer, oftewel 18,3% van de oppervlakte van de stad. Het omvat de wijken Vrazjdebna, Tsjelopetsjene, Botoenets, Kremikovtsi en Seslavtsi en de dorpen Gorni Bogrov, Dolni Bogrov, Jana en Zjeljava, evenals de stad Boechovo. De grootste nederzetting is Botoenets, en de kleinste is het dorp Zjeljava.

## Bevolking
Op 1 februari 2011 telde het district 23.641 inwoners (1,8% van Sofia). Van de bevolking was 8% tussen de 0-14 jaar, 76% was tussen de 15-64 jaar en 16% was 65 jaar of ouder.
De meeste inwoners waren etnische Bulgaren (82%), gevolgd door Turkse en Romani minderheden.
|               | Aantal | Percentage (%) |
| Totaal        | 23 641 | 100,00         |
| Bulgaren      | 19 425 | 82,16          |
| Turken        | 547    | 2,31           |
| Roma          | 606    | 2,56           |
| Overig        | 102    | 0,43           |
| Onbekend      | 102    | 0,43           |
| Geen antwoord | 2859   | 12,09          |

## Economie
De regio speelt een belangrijke rol in de industrie van Sofia. De belangrijkste industrieën zijn de mijnbouw en de metallurgische industrie (ferrometalen), maar ook de productie van bouwmaterialen is aanwezig. Daarnaast speelt de landbouw ook een grote rol in de regio. Het district bevat ongeveer 90.000 are bouwland en ongeveer 62.000 are aan bossen en weiden. In mei 2001 werden er 1.140 koeien, 3.706 schapen, 1.608 geiten, 1.906 varkens, 19.006 pluimvee en 388 bijenfamilies geteld in het district.